# Сертан-ду-Мошото

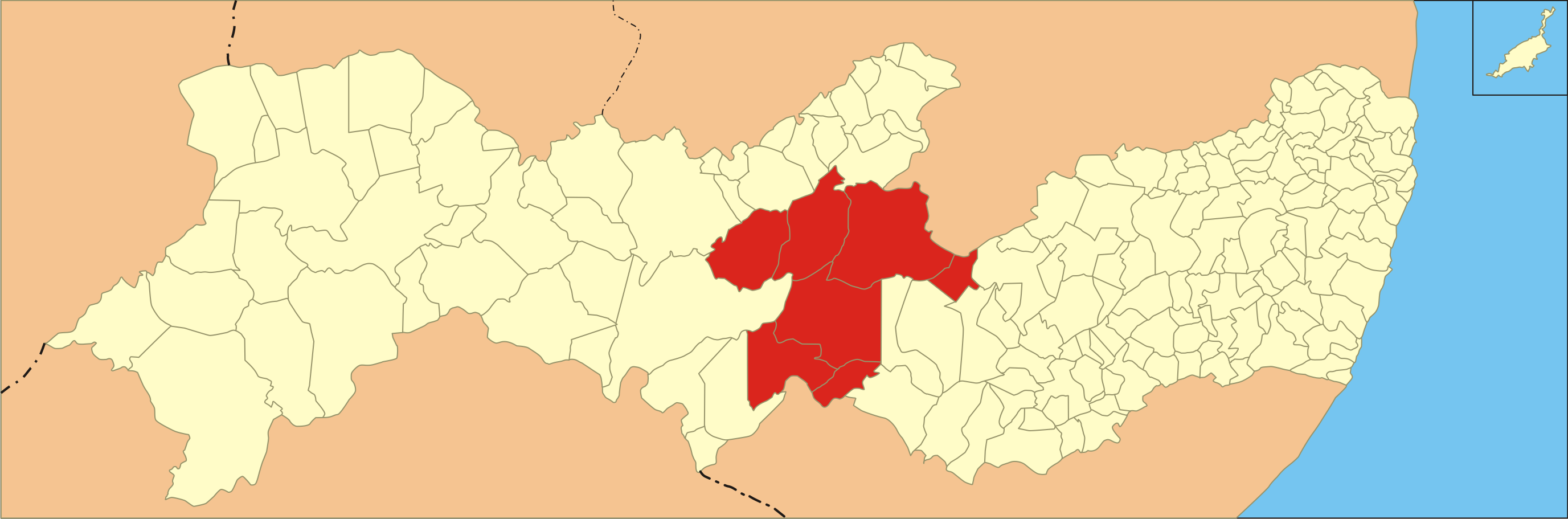
Сертан-ду-Мошото на карте.

Сертан-ду-Мошото (порт. Microrregião do Sertão do Moxotó) — микрорегион в Бразилии, входит в штат Пернамбуку. Составная часть мезорегиона Сертан штата Пернамбуку.
Население составляет 	212 556	 человек (на 2010 год). Площадь — 	8812,419	 км². Плотность населения — 	24,12	 чел./км².

## Демография
Согласно сведениям, собранным в ходе переписи 2010 г. Национальным институтом географии и статистики (IBGE), население микрорегиона составляет:						
| Полное население                             | Полное население                             | Полное население                             | Полное население                             | 212 556 |
| -------------------------------------------- | -------------------------------------------- | -------------------------------------------- | -------------------------------------------- | ------- |
| в том числе:                                 | Городское население                          | 133 324                                      | Процент городского населения, %              | 62,72   |
|                                              | Сельское население                           | 79 232                                       | Процент сельского населения, %               | 37,28   |
|                                              | Мужское население                            | 103 562                                      | Процент мужского населения, %                | 48,72   |
|                                              | Женское население                            | 108 994                                      | Процент женского населения, %                | 51,28   |
| Плотность населения, чел/км²                 | Плотность населения, чел/км²                 | Плотность населения, чел/км²                 | Плотность населения, чел/км²                 | 24,12   |
| Население микрорегиона в % к населению штата | Население микрорегиона в % к населению штата | Население микрорегиона в % к населению штата | Население микрорегиона в % к населению штата | 2,42    |

## Состав микрорегиона
В составе микрорегиона включены следующие муниципалитеты:
1. Арковерди
2. Бетания
3. Кустодия
4. Ибимирин
5. Инажа
6. Манари
7. Сертания